# Zach Gilford
Zach Gilford (* 14. ledna 1982, Evanston, Illinois) je americký filmový a televizní herec. Jeho nejznámějšími a nejúspěšnějšími rolemi jsou právě ty seriálové, především role Matta Saracena ve Světlech páteční noci nebo Tommyho Fullera v Off The Map.

## Osobní život
Gilford se narodil v Evanstonu, Illinois. Jeho rodiči jsou Steve Gilford a Anne Gilford (rozená Johnsonová). Má dvě sestry Sarah a Elizu. Na jaře 2010 se jeho přítelkyní stala herečka Kiele Sanchez, se kterou se seznámil při natáčení pilotního dílu The Matadors. Pár se zasnoubil v listopadu 2011 a vzali se 29. prosince 2012. Později si spolu zahráli milenecký pár ve filmu Očista: Anarchie. V říjnu 2015 dvojice potvrdili, že spolu čekali dítě, ale Sanchez potratila. V listopadu 2017 se jim narodila dcera Zeppelin Adele.

## Herecká kariéra
Gilford vystudoval Evanston Township High School a Severozápadní univerzitu. Jeho televizním debutem byla v roce 2005 epizodní role v seriálu Zákon a pořádek.
V roce 2006 získal Gilford doposud největší roli své kariéry v postavě Matta Saracena v televizním seriálu Světla páteční noci, hlavní roli zde měl v prvních třech řadách, v posledních dvou (z celkových pěti) pak již jen hostoval.
Svou filmovou kariéru zahájil hlavní rolí v The Last Winter v roce 2006. V roce 2009 si pak zahrál hlavní roli ve filmu Absolventka po boku Alexis Bledel, u nás známé především ze seriálu Gilmorova děvčata, a v Dare po boku Emmy Rossum.
V roce 2010 byl obsazen do seriálu televize ABC z lékařského prostředí pod názvem Off the Map, který se začal vysílat v lednu 2011, byl ale, i přes pozitivní hodnocení, zrušen po třinácti epizodách. V roce 2011 se Gilford dokonce objevil ve videoklipu Taylor Swift k písni Ours, kde si zahrál zpěvaččina přítele.
V roce 2012 si zahrál v dalším seriálu z lékařského prostředí, The Mob Doctor, na kanále Fox, po boku Jordany Spiro. Při Gilfordově "štěstí" na lékařská dramata bylo ale i tohoto seriálu odvysíláno pouhých třináct epizod. V lednu 2013 si zahrál spolu s Arnoldem Schwarzeneggerem ve filmu Konečná.
V roce 2014 získal hlavní roli v horroru Devil's Due, odehrávajícím se v New Orleansu a Dominikánské republice. V tomto roce si také zahrál jednu z ústředních rolí ve filmu Očista: Anarchie, který zamířil do amerických kin v červenci 2014. V roce 2016 hrál v dramatickém seriálu ABC The Family.

## Filmografie

### Film
| Rok  | Název                            | Role             | Poznámky                                                      |
| ---- | -------------------------------- | ---------------- | ------------------------------------------------------------- |
| 2003 | Handbook to Casual Stalking      | Jimmy            | Krátký film                                                   |
| 2006 | The Last Winter                  | Maxwell McKinder | Nominace - Gotham Award v kategorii nejlepší herecké obsazení |
| 2007 | Oběť: Lovec krve                 | námořník         |                                                               |
| 2009 | Absolventka                      | Adam Davies      |                                                               |
| 2009 | Dare                             | Johnny Drake     |                                                               |
| 2010 | Super                            | Jerry            |                                                               |
| 2011 | The River Why                    | Gus Oviston      |                                                               |
| 2011 | Answers to Nothing               | Evan             |                                                               |
| 2012 | In Our Nature                    | Seth             |                                                               |
| 2013 | Crazy Kind of Love               | Matthew          |                                                               |
| 2013 | Konečná                          | Jerry Bailey     |                                                               |
| 2014 | Zrození ďábla                    | Zach McCall      |                                                               |
| 2014 | Očista: Anarchie                 | Shane            | nominace – Cena MTV v kategorii nejstrašidelnější výkon       |
| 2019 | Dobrodružství dokonalého chlapce | Gordon           |                                                               |

### Televize
| Rok        | Název                                     | Role                               | Poznámky                                                        |
| ---------- | ----------------------------------------- | ---------------------------------- | --------------------------------------------------------------- |
| 2005       | Zákon a pořádek: Útvar pro zvláštní oběti | Kevin Wilcox                       | díl: „Hysterie“                                                 |
| 2006-2011  | Světla páteční noci                       | Matt Saracen                       | 62 dílů, hlavní role (1.–3. řada) , hostující role (4–.5. řada) |
| 2009       | Chirurgové                                | Charlie Lowell                     | díl: „Na dny budoucí!“                                          |
| 2010       | The Matadors                              | Alex Galloway                      | TV film                                                         |
| 2011       | Off The Map                               | Dr. Tommy Fuller                   | hlavní role, 13 dílů                                            |
| 2012-2013  | Doktorka podsvětí                         | Dr. Brett Robinson                 | hlavní role, 13 dílů                                            |
| 2014–2019  | Drunk History                             | Jim Abbott/Ed Pulaski/Roger Sharpe | 3 díly                                                          |
| 2015       | Stanistan                                 | Phillip Guthrie                    | TV film                                                         |
| 2016       | The Family                                | Daniel Warren                      | hlavní role, 12 dílů                                            |
| 2017       | Draftsville                               | Blake                              | neprodaný televizní pilotní díl                                 |
| 2017       | Království                                | Tim                                | 2 díly                                                          |
| 2018–dosud | Hodný holky                               | Gregg                              | vedlejší role, 11 dílů                                          |
| 2018–dosud | This Close                                | Danny                              | vedlejší role, 8 dílů                                           |
| 2019       | Zákon a pořádek: Útvar pro zvláštní oběti | James Miller                       | díl: „The Burden of Our Choices“                                |
| 2019       | L.A.'s Finest                             | Ben Walker                         | hlavní role, 13 dílů                                            |
| —          | Hombre                                    | agent Daniel Pedersen              |                                                                 |

### Internet
| Rok  | Název    | Role         | Poznámky            |
| ---- | -------- | ------------ | ------------------- |
| 2017 | Lifeline | Conner Hooks | hlavní role, 8 dílů |

### Videoklipy
| Rok  | Název  | Umělec       | Role                |
| ---- | ------ | ------------ | ------------------- |
| 2011 | „Ours“ | Taylor Swift | přítel Taylor Swift |